# 1113 (numero)
Millecentotredici (1113) è il numero naturale dopo il 1112 e prima del 1114.

## Proprietà matematiche
- È un numero dispari.
- È un numero composto con 8 divisori: 1, 3, 7, 21, 53, 159, 371, 1113. Poiché la somma dei suoi divisori (escluso il numero stesso) è 615 < 1113 è un numero difettivo.
- È un numero sfenico.
- È parte delle terne pitagoriche (588, 945,1113), (1060, 1113, 1537), (1113, 1484, 1855), (1113, 1184, 1625), (1113, 3816, 3975), (1113, 4140, 4287), (1113, 9800, 9863), (1113, 11660, 11713), (1113, 12616, 12665), (1113, 29484, 29505), (1113, 88480, 88487), (1113, 206460, 206463), (113, 619384, 619385).